# Oberhavel Kliniken
Die Oberhavel Kliniken sind ein Gesundheitsunternehmen in Trägerschaft des Landkreises Oberhavel.
Zum Verbund der Oberhavel Kliniken GmbH mit knapp 2000 Beschäftigten gehören die Kliniken in Hennigsdorf und Oranienburg (Krankenhäuser der Regelversorgung) und die Klinik in Gransee (Krankenhaus der Grundversorgung) mit insgesamt 763 Betten/Tagesklinikplätzen.
Jährlich werden in allen drei Kliniken im Durchschnitt 27.000 Patienten stationär und circa 137.000 ambulant in den Kliniken, den Medizinischen Versorgungszentren und der Poliklinik der Oberhavel Gesundheitszentrum GmbH behandelt. Der Klinikkonzern betreibt darüber hinaus ein stationäres Hospiz und eine Pflegeschule sowie den Rettungsdienst im Landkreis Oberhavel mit zwölf Rettungswachen.

## Standorte, Fachbereiche und interdisziplinäre Zentren
Die Klinik Hennigsdorf befindet sich in der Marwitzer Straße 91 in Hennigsdorf und ist zugleich Unternehmenssitz. Sie verfügt über zehn bettenführende Fachabteilungen (FA) und drei Tageskliniken:
- FA für Anästhesiologie und Intensivmedizin
- FA für Chirurgie
- FA für Gefäßchirurgie
- FA für Geriatrie
- FA für Hals-Nasen-Ohren-Heilkunde
- FA für Innere Medizin mit Schwerpunkt Kardiologie
- FA für Neurologie mit zertifizierter Stroke Unit
- FA für Palliativmedizin
- FA für Psychiatrie und Psychotherapie
- FA für Psychosomatische Medizin und Psychotherapie
- Tagesklinik für Geriatrie
- Tagesklinik für psychische Erkrankungen
- Tagesklinik für Psychosomatische Medizin und Psychotherapie

Zudem ist am Standort Hennigsdorf das Multiple Sklerose Zentrum Oberhavel und eine Psychiatrische Institutsambulanz (PIA) ansässig.
Die Klinik Oranienburg befindet sich in der Robert-Koch-Straße 2–12 in Oranienburg. Hier gibt es fünf bettenführende FA und eine Tagesklinik:
- FA für Anästhesiologie und Intensivmedizin
- FA für Chirurgie
- FA für Gynäkologie und Geburtshilfe
- FA für Innere Medizin mit Schwerpunkt Gastroenterologie
- FA für Kinder- und Jugendmedizin
- Tagesklinik für psychische Erkrankungen

Am Standort Oranienburg sind folgende zertifizierte Zentren ansässig:
- Brustkrebszentrum Oberhavel
- Darmzentrum Oberhavel
- Kontinenz- und Beckenbodenzentrum

Die Klinik Gransee, Meseberger Weg 12–13, Gransee, verfügt über drei FA und zwei Tageskliniken:
- Abteilung für Anästhesiologie und Intensivmedizin
- Abteilung für Chirurgie
- Abteilung für Innere Medizin
- Tagesklinik für psychische Erkrankungen
- Tagesklinik Geriatrie